# أبيل كارتر وايلدر
أبيل كارتر وايلدر هو سياسي أمريكي، ولد في 18 مارس 1828، وتوفي في 22 ديسمبر 1875 في سان فرانسيسكو في الولايات المتحدة. نشط حزبياً في الحزب الجمهوري. وقد انتخب عضو مجلس النواب الأمريكي ‏.